# Халупка, Отакар
Отакар Халупка (чеш. Otakar Chaloupka; 14 февраля 1935, Либерец — 9 июля 2013 ) — чешский и чехословацкий писатель

, сценарист, педагог, литературовед. Доктор философии. Заслуженный артист ЧССР.

## Биография
Изучал чешскую и венгерскую филологию в Карловом университете. Несколько лет учительствовал. 
С 1962 года – аспирант Педагогического института им. Яна Амоса Коменского при Чехословацкой академии наук, где через четыре года защитил кандидатскую диссертацию на тему «Художественно-литературная работа в системе образования». Затем получил докторскую степень по философии. С 1967 года работал научным сотрудником в этом же институте. В 1980 году возглавил кабинет детской литературы и теории литературного образования. 
Автор ряда научных трудов и статей, научно-фантастических рассказов и романов, сценариев. Сотрудничал с кино и телевидением.

## Избранные произведения
- Kámen ke kameni (1967)
- Kornet a dívka (1970)
- Škaredá středa (1973)
- Ta chvíle, ten okamžik (экранизирован, 1976)
- Až do konce (1981)
- Zítra ráno (1981)
- Mlčení (1982)
- Perné dny (1986)
- V nepřímém osvětlení (1989)
- Černý pátek (1992)
- Falešné úterý (1996)
- Zlá neděle (1998)
- Deštivé pondělí (1999)
- Radostný čtvrtek (2000)
- Smutná sobota (2002)